# Katsuyuki Miyazawa
Katsuyuki Miyazawa (宮沢 克行 Miyazawa Katsuyuki?), född 15 september 1976 i Chiba prefektur, är en japansk före detta fotbollsspelare.
Miyazawa började sin karriär 1999 i Urawa Reds. 2002 flyttade han till Albirex Niigata. 2004 blev han utlånad till Montedio Yamagata. Han gick tillbaka till Albirex Niigata 2005. 2006 flyttade han till Montedio Yamagata. Han avslutade karriären 2012.